# Dansul pinguinului
Dansul pinguinului uneori numit doar Pinguinul este numele românesc al dansului de societate letkajennka (sau letkis), care la rândul său se bazează pe dansul popular finlandez jenkka.
Dansul este însoțit de o melodie instrumentală caracteristică. Pașii foarte accesibili, imitând mersul pinguinului, l-au impus în repertoriul dansurilor de petrecere; forma este de dans în șir de tipul trenulețului (fiecare dansator îl ține de mijloc pe cel din fața sa).
La sfârșitul anilor 2000, dansul a declanșat o modă atât în România, cât și printre românii din diaspora.

## Original
Originile dansului se află in Finlanda.
Melodia modernă a fost compusă de Rauno Lehtinen, și înregistrată prima dată de Orchestra Ronnie Kranck în 1963.

## Descriere

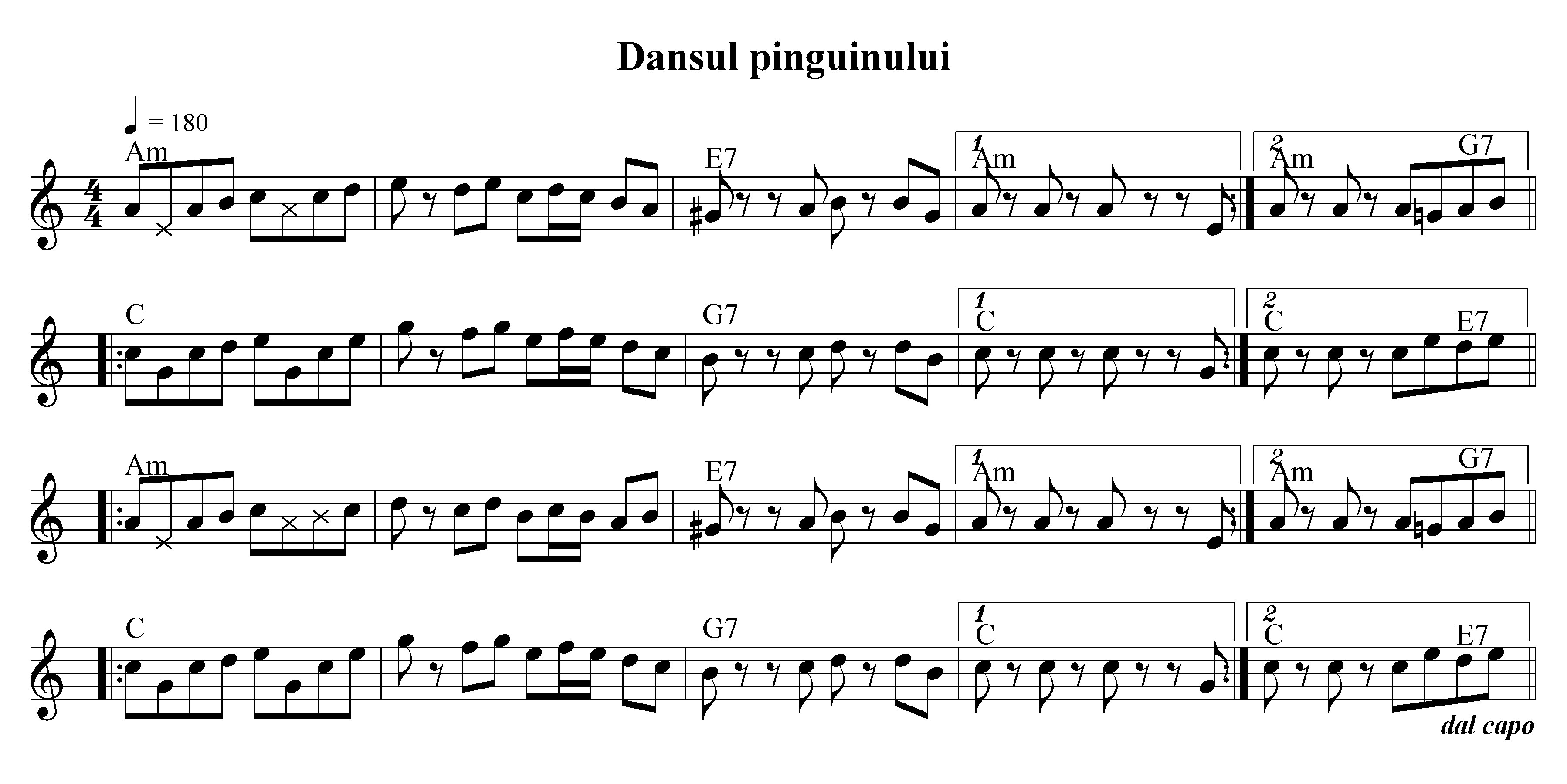
Dansul pinguinului (aici, în la minor). Acordurile sunt indicate prin cifraje de jazz, iar notele marcate cu x îşi schimbă frecvent înălţimea în practică.

### Dans
Dansatorii se așază în șir, fiecare ținându-l de mijloc pe cel din fața sa. Cel care conduce șirul are uneori un rol important în organizarea petrecerii (mireasa în cazul unei nunți, sărbătoritul pentru o aniversare, cântărețul din formația închiriată pentru eveniment etc.). Șirul de dansatori urmează un traseu circular, eventual de-a lungul pereților sălii de dans. Pașii sunt de două feluri – laterali (cu mișcarea unui singur picior, care poate rămâne în aer sau călca) și săriți (cu ambele picioare). Schema lor este următoarea: lateral [cu piciorul] cu ambele picioare revenire, lateral drept, revenire, lateral stâng, revenire, lateral stâng, revenire, săritură înainte, săritură înapoi, trei sărituri înainte. Este posibil ca pașii laterali să fie inversați (mai întâi stângul, apoi dreptul), în funcție de preferința celui care conduce. Se crede că cele trei sărituri finale au contribuit la succesul dansului.

### Muzică
Din 2008, pe Internet circulă o interpretare anonimă (în fa minor, aranjată pentru saxofon și negativ MIDI, în ritm de manea) care a fost folosită ca atare la petreceri în România. Ea a fost apoi preluată de numeroase formații de restaurant, atât în țară, cât și în cadrul comunităților românești de peste hotare.
Muzica are un caracter ritmat. Ea constă dintr-o structură de patru fraze, repetată timp de câteva minute. Prima frază este enunțată într-o tonalitate minoră, iar cea de a doua este în fapt o secvență (ușor modificată) a celei dintâi, plasată la o terță ascendentă și armonizată cu acorduri din relativa majoră a tonalității inițiale; a treia frază este o variație a celei dintâi, iar cea de a patra este identică cu a doua. Acordurile utilizate sunt treptele I și V din două tonalități relative între ele (de exemplu, la minor și Do major; fa minor și La{\displaystyle \flat } major). Linia melodică are un profil în zigzag și alternează între arpegii și mers treptat.

## Preluări
Cântărețul de manele Romeo Fantastik a lansat o preluare cu text a piesei.
Folosind sample-uri din înregistrarea anonimă care a lansat Pinguinul pe Internet, DJ Rynno a realizat o versiune electronică a piesei, intitulată „Sticle goale”. Piesa beneficiază de un featuring al vedetei de televiziune Daniela Crudu.

## Apariții notabile în România

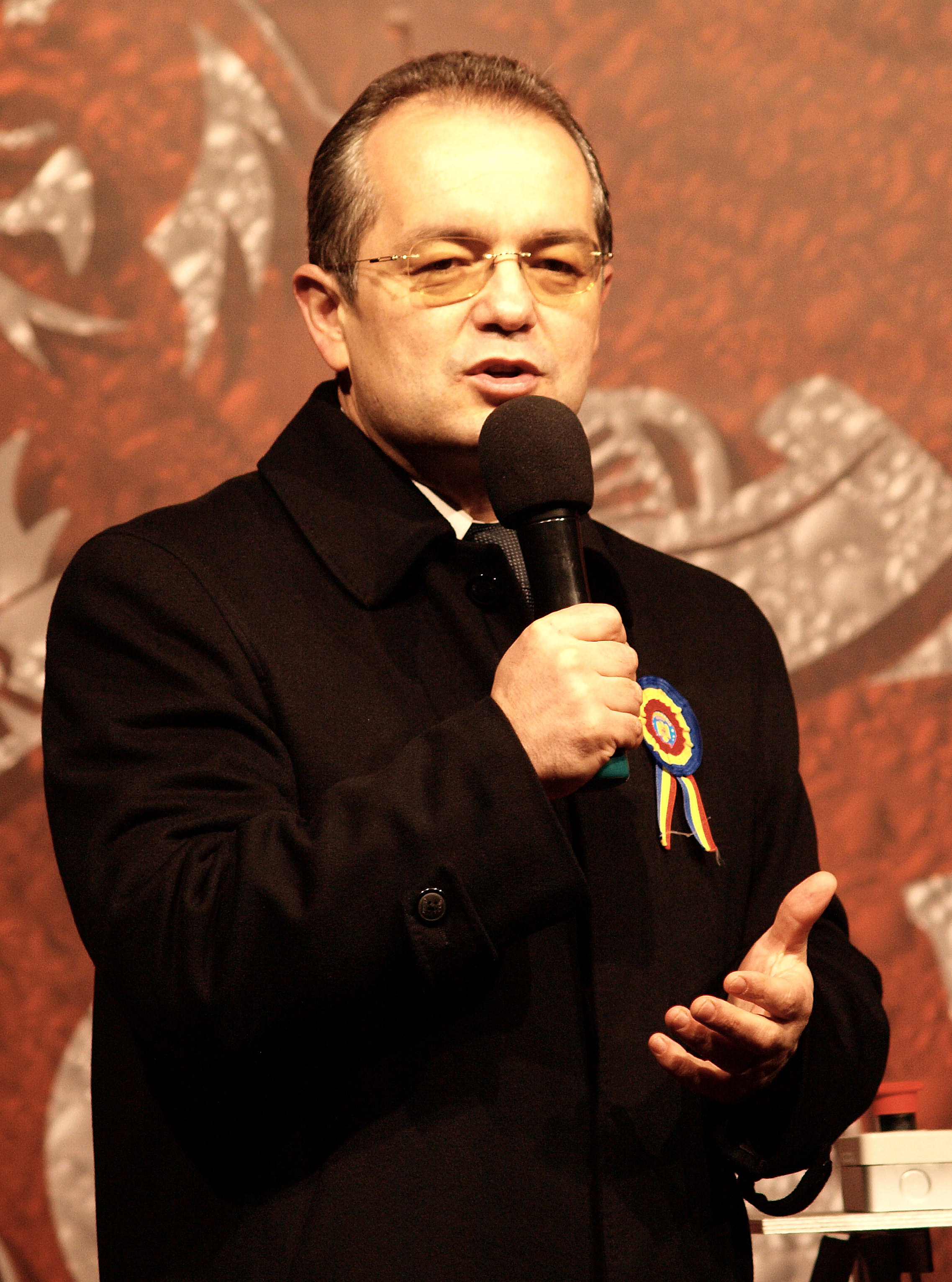
Talentul pentru Dansul pinguinului i-a adus politicianului Emil Boc porecla „Pinguinul”.

### Radio ZU
Pornind de la ideea unor tineri timișoreni de a dansa în public Pinguinul, postul Radio ZU și-a provocat ascultătorii la un concurs pentru alegerea celei mai reușite filmări cu execuția dansului. Au fost recompensate cu premii în bani trei grupuri de dansatori, din Brașov (187 de persoane, traseul a cuprins centrul orașului), Sibiu (120 de persoane reunite pentru a dona premiul unei tinere bolnave de leucemie) și Cluj-Napoca (dansul a fost filmat în sala de spectacole a Liceului de Coregrafie și Artă Dramatică „Octavian Stroia” din oraș).

### Emil Boc
Cu ocazia aniversării din decembrie 2009 a politicianei Elena Udrea, reporterii aflați la fața locului au remarcat priceperea premierului Emil Boc la acest dans. Pentru acest motiv, el a fost poreclit „Pinguinul” de către adversarii săi politici. În ianuarie 2010, jurnalistul Mihai Morar (Radio ZU) a lansat cântecul „Guvernarea pinguinului” în cadrul emisiunii televizate Răi, da' buni (Antena 2) – în fapt, o preluare cu versuri pamfletare a Dansului pinguinului. La 1 mai 2010, membrii și simpatizanții Partidului Social Democrat au organizat în capitală și în alte orașe proteste împotriva guvernării Boc, în care s-a dansat și cântat Pinguinul ca sfidare a primului ministru. Au fost folosite ca versuri două strofe din „Guvernarea pinguinului”.
| Guvernarea pinguinului \| 1. Un pinguin conduce Guvernul Și totul se mișcă greu, greu, greu, Un pinguin ce aduce infernul, Dar care se crede zmeu, zmeu, zmeu, Refren: Berceanu și Udrea și Blaga și Oprea, Cu toții-s conduși de Boc, Boc, Boc, Cu ei în guvern nu merge nimica Și totul aici stă pe loc, loc, loc. 2. Un pinguin conduce o gașcă Care n-are spor, spor, spor, Era mai bine pe vremea lui Ceașcă, Acum e ca dracul. Să mor, mor, mor! \| Refren 3. Mulți dintre ei sunt acolo degeaba, Adic-au fost puși în plus, plus, plus, Și fără ei sigur ar merge treaba, Ba, poate am fi chiar mai sus, sus, sus, Refren 4. Un pinguin conduce o țară În faliment, câte-un pic, pic, pic, Un pinguin pus a patra oară Să ne conduc-așa mic, mic, mic, Refren \| | Varianta intonată în protestele de la 1 mai 2010 Un pinguin conduce o țară În faliment, câte-un pic, pic, pic, Un pinguin pus a patra oară Să ne conduc-așa mic, mic, mic, Un pinguin ce conduce Guvernul Și totul merge greu, greu, greu, Un pinguin ce aduce infernul, Dar care se crede zmeu, zmeu, zmeu. |
| 1. Un pinguin conduce Guvernul Și totul se mișcă greu, greu, greu, Un pinguin ce aduce infernul, Dar care se crede zmeu, zmeu, zmeu, Refren: Berceanu și Udrea și Blaga și Oprea, Cu toții-s conduși de Boc, Boc, Boc, Cu ei în guvern nu merge nimica Și totul aici stă pe loc, loc, loc. 2. Un pinguin conduce o gașcă Care n-are spor, spor, spor, Era mai bine pe vremea lui Ceașcă, Acum e ca dracul. Să mor, mor, mor! | Refren 3. Mulți dintre ei sunt acolo degeaba, Adic-au fost puși în plus, plus, plus, Și fără ei sigur ar merge treaba, Ba, poate am fi chiar mai sus, sus, sus, Refren 4. Un pinguin conduce o țară În faliment, câte-un pic, pic, pic, Un pinguin pus a patra oară Să ne conduc-așa mic, mic, mic, Refren   |

### Alte apariții
Primarul municipiului Constanța, Radu Mazăre, a dansat Pinguinul într-o emisiune a postului de televiziune Antena 3 la care a fost invitat.